# Pavel Bergmann
PhDr. Pavel Bergmann (14. února 1930 Praha – 17. dubna 2005 tamtéž) byl český historik, žák Jana Patočky a signatář Charty 77.

## Život a dílo

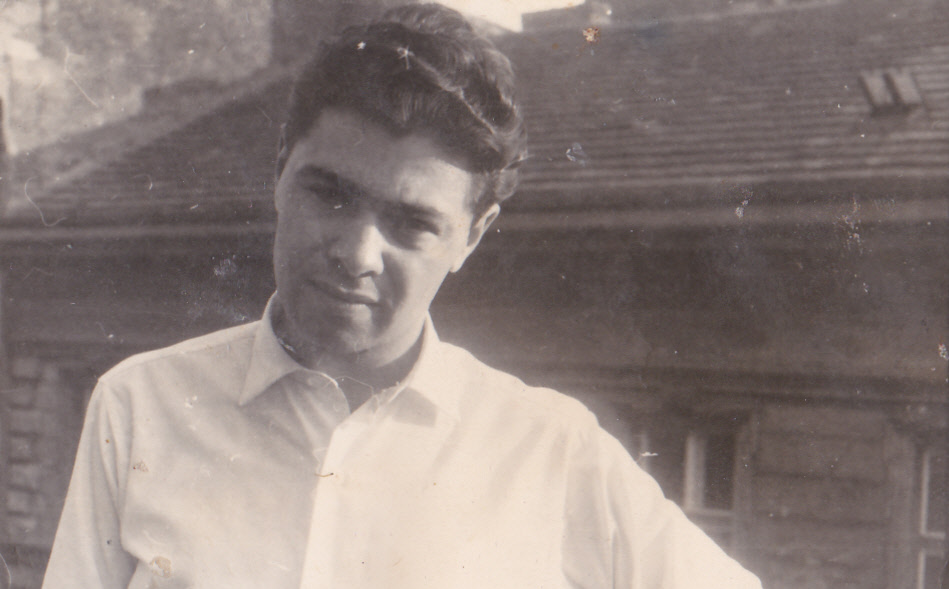
Pavel Bergmann v mládí

Narodil se v pražské židovské rodině jako jediné dítě Jindřicha Bergmanna (1899–1932) a Karly (1900–1943), roz. Steinové. Dva roky po jeho narození zemřel jeho otec na tuberkulózu a poručníkem chlapce se jeho strýc Otta Boitler. Vychováván byl však v rodině svého dědečka Mořice Steina, kterému patřily bývalé valdštejnské statky v Zabrušanech a Všechlapech. V roce 1936 zde začal chodit do české školy, nicméně po německém záboru Sudet v roce 1938 byla rodina nucena odejít do Prahy.
V říjnu 1942 byl tehdy dvanáctiletý Pavel Bergmann deportován do Terezína, kde v červenci 1943 jeho matka zemřela na zápal plic. V květnu 1944 byl převezen do Osvětimi. V roce 1945 se ve věku patnácti let zúčastnil pochodu smrti do Mauthausenu, kde byl 5. května 1945 osvobozen americkou armádou.
Po návratu a nezbytném léčení, jelikož na sklonku války onemocněl tyfem, se stal studentem gymnázia v Duchcově a po maturitě v roce 1952 byl přijat na Filozofickou fakultu Univerzity Karlovy, kde vystudoval historii, a na jejíž katedře historie působil. Pro jeho nesouhlas se vstupem sovětských okupačních vojsk mu zde byla v roce 1970 dána výpověď.
V sedmdesátých a osmdesátých letech spolupracoval s disidentskými skupinami a stal se signatářem Charty 77. V roce 1989 spoluzakládal Občanské fórum a zasloužil se rovněž jako zprostředkovatel česko-německých i česko-izraelských vztahů. Spolu s Rudolfem Battěkem se angažoval v Asociaci sociálních demokratů.
Jakožto historik Pavel Bergmann poukazoval zejména na historické křivdy i způsob jednostranného historického výkladu, např. ignorování úlohy německých antifašistů v boji proti nacismu. Vstoupil do Svazu protifašistických bojovníků a s podporou Karla Syřištěho inicioval nápis na pomníku II. odboje ve Všechlapech i pamětní desku padlým odbojářům, především německým sociálním demokratům. Autorsky se, spolu s Leo Pavlátem, Jiřím Daníčkem, Arno Paříkem a dalšími, podílel na dokumentu Charty 77 Kritika devastace židovských kulturních památek a zamlčování úlohy Židů v čs. dějinách.

## Osobní život
Byl ženatý s Evou Bergmannovou, s níž měl dva syny, Pavla Bergmanna mladšího, který je vědecký pracovník a Daniela, který je filmový produkční. Manželství však skončilo rozvodem. Pavel Bergmann měl se svou druhou partnerkou, rovněž jménem Eva, další tři děti. Dcera Julie Bergmannová se v roce 2005 provdala za sochaře Pavla Opočenského, se kterým se po sedmi letech rozvedla. Dcera Judita je vdaná za rabína Davida Maxu a spolu mají jednoho syna.